# Big Band „Stodoła”
Big Band „Stodoła”, nazwa alternatywna: Stodoła Big-Band – polski zespół jazzowy powstały w Warszawie wiosną 1968 przy klubie „Stodoła”. Grał głównie w stylu swingowym.
Inicjatorami przedsięwzięcia byli: pianista Witold Krotochwil, trębacz Henryk Majewski i saksofonista i klarnecista Janusz Zabiegliński, do których dołączył saksofonista tenorowy Remigiusz Filipowicz. Został on kierownikiem artystycznym grupy; w 1969 funkcję tę przejął Henryk Majewski. Ponadto w zespole grali uczniowie i studenci warszawskich szkół muzycznych.
Grupa ta zadebiutowała w kwietniu 1968 występem w klubie. Z powodzeniem brała udział w festiwalach jazzowych, między innymi grała na Studenckim Festiwalu Jazzowym „Jazz nad Odrą” we Wrocławiu (w latach 1969–1970) i na Międzynarodowym Festiwalu Muzyki Jazzowej Jazz Jamboree w Warszawie (1971).
W 1973 zespół nagrał płytę Let's Swing Again (LP, Muza PJ nr 28, SXL-0826). Znalazł się na niej materiał zarejestrowany w grudniu 1971. Jednym z utworów z tej płyty jest słynny standard jazzowy Sweet Georgia Brown.
Mimo kilkuletniego zaledwie okresu działalności odegrał znaczącą rolę w rozwoju polskiego jazzu i edukacji kolejnego pokolenia muzyków wykonujących ten rodzaj muzyki.

## Nagrody
- 1969 – II Nagroda na Studenckim Festiwalu Jazzowym „Jazz nad Odrą” (kategoria: zespoły tradycyjne)
- 1970 – Nagroda Specjalna na Studenckim Festiwalu Jazzowym „Jazz nad Odrą”
- 1971 – Główna Nagroda w Konkursie Jazzu Tradycyjnego „Złota Tarka” w Warszawie